# 湯姆·佩恩
湯姆·佩恩（英語：Tom Payne，1982年12月21日—）。出生於英國切姆斯福德，是一名英國演員。年少時曾為體操運動員，後轉往演員發展，曾在美國影集AMC改編於同名漫畫的電視連續劇《陰屍路》中扮演的山頂寨的搜資者——耶穌(Jesus)，為人熱心、身手矯健、無孔不入，社區中的成員都很尊重這號人物。

## 早年生活
湯姆·佩恩出生於切姆斯福德，後在薩默塞特的巴斯長大。小時候是位體操運動員，到了長大後逐漸轉往演員發展，並於2005年6月畢業於皇家中央演講與戲劇學院。

## 作品
| 所有作品  | 所有作品   | 所有作品       | 所有作品                       |
| 年份      | 名稱       | 角色           | 附註                           |
| --------- | ---------- | -------------- | ------------------------------ |
| 2013      | 神醫       |                |                                |
| 2015      | 思維遊戲   |                |                                |
| 2015-2018 | 陰屍路     | 耶穌           | 第六季、第七季、第八季、第九季 |
| 2018      | 驚嚇陰屍路 | 耶穌           | 第四季                         |
| 2019-2021 | 浪子神探   | Malcolm Bright | 主演                           |